# Monte Babuyan Claro
Il monte Babuyan Claro, anche noto come Monte Pangasun, è uno stratovulcano attivo costituito di basalto situato sulla piccola isola di Babuyan, nell'estrema parte settentrionale dell'arcipelago delle Filippine. Si erge per 843 m sopra il livello del mare ed è il più grande dei cinque vulcani presenti sull'isola. L'attività vulcanica del Monte Babuyan Claro è di tipo stromboliano e freato magmatica..
La piccola isola su cui sorge il Babuyan Claro ospita altri quattro edifici vulcanici più piccoli e di giovane formazione, formatisi fra il Pleistocene e l'Olocene: Monte Smith, Monte Cayonan, Monte Naydi e Monte Dionisio.
Sul versante sud del vulcano si trovano le fonti di acqua calda Askedna Hot Spring da cui sprigionano acque leggermente acide alla temperatura di circa 50° centigradi. L'acqua sgorga direttamente da depositi lavici ed è quindi ricca di contenuti silicei e classificabile come acqua salmastra composta di cloruro di sodio ad acidità pressoché neutra.